# Katarina Fägerskiöld
Katarina Anna Alexandra Fägerskiöld, född 8 december 1973 i Östhammar men uppvuxen i Västergötland, är en svensk författare. Hon har genomgått skrivarlinjen på folkhögskolan i Skurup och är även utbildad sjuksköterska.
Fägerskiöld romandebuterade med Åsen, som gavs ut i mars 2012 på Albert Bonniers förlag. Hon tilldelades samma år Studieförbundet Vuxenskolans författarpris för romanen.

## Priser och utmärkelser
- 2012 – Studieförbundet Vuxenskolans författarpris
- 2013 – Albert Bonniers stipendiefond för yngre och nyare författare